# پری‌شاهرخ‌های جهان جدید
پری‌شاهرخ‌های جهان جدید (نام علمی: Icterus) نام یک سرده از تیره سیاه‌پره‌ایان است.